# Euphrasia marchesettii
Euphrasia marchesettii là loài thực vật có hoa thuộc họ Cỏ chổi. Loài này được Wettst. ex Marches. mô tả khoa học đầu tiên năm 1897.